# 右田氏
右田氏（みぎたし、みぎたうじ）は、日本の氏族。大内氏庶流で後には毛利氏家臣として長州藩士となった。

## 概要
平安時代末期に周防国の在庁官人であった大内盛房の弟、盛長が佐波郡右田を所領として分家したことに始まる。鎌倉時代後半の当主、大内弘俊が初めて右田氏を称した。南北朝時代に入ると右田弘直は大内義弘に従い、石見国守護代に任じられた。
戦国時代に入ると大内氏は勢力を伸ばしたが、天文20年（1551年）の大寧寺の変で当主の大内義隆が自害し、天文24年（1555年）の厳島の戦いでは義隆を弑逆した陶晴賢が毛利元就によって敗死。同年末から始まる防長経略によって最後の当主大内義長も自害した。右田隆量は山口陥落前に毛利氏に降伏して、その家臣となった。隆量は元就の七男・天野元政を養子に迎え、右田氏を継承させた。元政の子孫は毛利一門・右田毛利家として存続した。
隆量の実子康政は毛利氏に仕え、右田の名字を御郷へと改めた。この康政は『萩藩閥閲録』によると義隆の子義教であったとされる(内閣文庫系図纂要号外七には義隆子と脇書がある)。子孫は三田尻御舟手組として江戸時代を過ごした。

## 人物
- 右田盛長 … 右田摂津守、防州佐波郡右田荘を領する[2]。
- 右田弘直 … 伊豆守、石見守護代[2]。
- 右田盛直 … あるいは重直、三郎、伊豆守、石見国邇摩郡代[2]。
- 右田貞俊 … 三郎、石見守、石見国邇摩郡代、赤間関において討ち死[2]。

### その他
- 右田図書允 … 応永11年（1404年）文書に見られる[2]。
- 右田義信 … 石見守、応永14年（1407年）氷上山興隆寺一切経勧進帳に見られる[2]。
- 右田虎法師丸 … 応永14年（1407年）氷上山興隆寺一切経勧進帳に見られる[2]。
- 右田将監 … 文明2年（1470年）文書に見られる[2]。
- 右田重政 … 三河守、秋穂八幡宮奉加帳に見られる[2]。文明13年（1481年）に書状を作成している[3]。
- 右田玄蕃助 … 天文3年（1534年）文書に見られる[2]。
- 右田甲斐守 … 滞在日記天文7年4月条に見られる[2]。
- 右田右京亮 … 有名衆家中覚書に見られる[2]。
- 右田弥四郎 … 天文12年（1543年）5月7日に出雲国意宇郡出雲浦において戦死[2]。
- 右田三郎右衛門尉 … 家中覚書に見られる[2]。
- 右田下野守 … 天文20年（1551年）文書に見られる[2]。